# Miconia crassifolia
Miconia crassifolia är en tvåhjärtbladig växtart som beskrevs av José Jéronimo Triana. Miconia crassifolia ingår i släktet Miconia och familjen Melastomataceae. Inga underarter finns listade i Catalogue of Life.